# アンドリュー・ジャクソン＝スミス

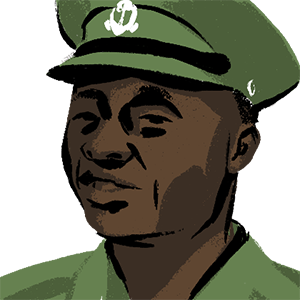
ボイス・オブ・アメリカが作成した肖像画

アンドリュー・テレンス・ジャクソン＝スミス（Andrew Terence Juxon-Smith, 1933年 - 1996年）は、シエラレオネの准将で、国家改革協議会(NRC)の議長だった人物。彼はシエラレオネの現地住民のシェルブロ族やメンデ族の血も入った、解放奴隷の子孫であるクリオ人である。

## 人物
1967年3月17日、シエラレオネ総選挙に勝利した全人民会議(APC)のシアカ・スティーブンスがイギリス総督サー・ヘンリー・ライトフットより首相に指名された。ところが、軍指導者のデヴィッド・ランサナ准将が選挙結果に不満を持つマルガイ派の支持を受けてクーデターを起こし、スティーブンスとライトフットが逮捕された(3月21日)。3月23日、チャールズ・ブラカ中佐らのクーデターでランサナが失脚し、ジャクソン＝スミス中佐の指導下で｢国家改革協議会(NRC)」が樹立された。スティーブンスはギニアへ亡命したが、スミス軍事政権の腐敗と独裁への批判が高まり、1968年4月17日にジョン・バングラ准将らがスティーブンスを支持してクーデターを起こし、NRC政権を打倒した。帰国したスティーブンスを首相として、APCとSLPPが連合政権を樹立することとなった。バングラに倒された彼は後にアメリカに移ったが、1996年にニューヨーク州スタテンアイランドのステープルトン (en) で死んだ。